# Monumento natural de La Corona
El monumento natural de La Corona es un espacio natural protegido de Lanzarote, España, que comprende el volcán del mismo nombre y el malpaís originado por su erupción hace 21 000 años. Está situado en el noreste de la isla dentro del municipio de Haría.

## Descripción
Se trata de un cono volcánico de 600 m de altura que emergió hace 21 000 años originando un malpaís (lavas aa) que se extiende desde su base hasta la costa. Conforman una unidad geomorfológica de gran interés y belleza paisajística.
Se distinguen dos hábitats naturales representativos: el tabaibal ralo y un ecosistema subterráneo, ambos con una alta biodiversidad endémica. Las áreas cultivadas, mantienen la armonía con el entorno natural añadiendo gran tipismo al conjunto.

## Tubo volcánico
Una de las coladas del volcán se solidificó en su parte más externa, lo que permitió que su interior continuara fluyendo hasta el mar, generándose un tubo hueco, que en la actualidad se encuentra en su último trecho sumergido, parte que se conoce como Túnel de la Atlántida.
Los hundimientos del techo del túnel generaron una serie de cuevas, conocidas en Canarias como jameos, siendo los más importantes la Cueva de los Verdes y los Jameos del Agua. Esta última constituye un sitio de interés científico con una protección adicional por la presencia de más de una docena de especies de gran valor científico, algunas de ellas endémicas y exclusivas como el Spelenoectes ondinae.